# The Woman in the Window (2021)
The Woman in the Window ist ein Mystery-Thriller von Joe Wright, der am 14. Mai 2021 in das Programm von Netflix aufgenommen wurde. Der Film basiert auf einem Roman von A.J. Finn.

## Handlung
Die Kinderpsychologin Anna Fox lebt nach der Trennung von ihrem Mann Edward allein in einem Sandsteinhaus in Manhattan. Edward lebt mit ihrer Tochter Olivia außer Haus, aber sie spricht täglich mit ihnen. Anna leidet unter Agoraphobie und beobachtet aufgrund ihrer häuslichen Angewohnheit alle ihre Nachbarn aus einem Fenster im zweiten Stock, einschließlich der Familie Russell, die kürzlich in ein Haus auf der anderen Straßenseite eingezogen ist. Sie nimmt auch viele Medikamente und trinkt viel. Eines Abends besucht Jane Russell Anna und sie freunden sich an. Sie lernt auch Ethan kennen, Janes jugendlichen Sohn, der behauptet, sein Vater Alistair misshandelt ihn. Eines Nachts wird Anna Zeugin, wie Jane im Wohnzimmer erstochen wird. Sie kontaktiert die Polizei, aber diese glaubt ihr nicht und behauptet, dass es allen in der Familie gut geht. Alistair kommt zusammen mit „Jane“, die zu Annas Schock eine andere Frau ist als die, die sie kennengelernt hat. Sie beginnt, die Familie Russell auszuspionieren. Annas Mieter David, der in ihrem Keller lebt, behauptet, er habe nichts gehört oder gesehen, obwohl sie erfährt, dass David einmal im Gefängnis war und gegen seine Bewährungsauflagen verstoßen hat. Sie erhält eine anonyme E-Mail mit einem Foto von ihr beim Schlafen. Sie kontaktiert erneut die Polizisten, zu denen sich die Russells und David in Annas Haus gesellen, und Anna bricht zusammen, als ein Beamter enthüllt, dass Edward und Olivia infolge eines Autounfalls, den Anna versehentlich verursacht hat, gestorben sind. Anna ist jetzt agoraphobisch und ihre Medikamente haben bei ihr Halluzinationen und Gespräche mit Leuten verursacht, die nicht da sind. Anna entschuldigt sich bei der Familie Russell und geht ihren Vermutungen nicht mehr nach. Sie nimmt ein Video mit ihrem Handy auf und plant, sich durch eine Überdosis das Leben zu nehmen. Dann entdeckt sie ein Foto, das sie von ihrer Katze gemacht hat, und sieht im Spiegelbild eines Weinglases die echte Jane, was beweist, dass sie real ist. Anna zeigt David das Foto und er gesteht, dass die echte Jane, die sie getroffen hat, eine Frau namens Katie Melli ist, Ethans biologische Mutter. Katie hatte die Familie Russell verfolgt und versucht, an Ethan heranzukommen. David weigert sich, Anna dabei zu helfen, die Wahrheit zu beweisen. Dann wird er plötzlich von Ethan angegriffen und getötet, der im Haus gelauert hatte. Ethan enthüllt Anna, dass er Katie ermordet hat und ein Serienmörder ist, der auch Alistairs Sekretärin in Boston getötet hat und nun vorhat, Anna zu töten. Er hatte sich die ganze Woche mit einem gestohlenen Schlüssel Zugang zu ihrem Haus verschafft und er war derjenige, der das Foto von ihr im Schlaf gemacht hat. Anna flieht aufs Dach, wo sie kämpfen, bis Anna Ethan durch das Dachfenster in den Tod stößt. Während Anna sich im Krankenhaus erholt, kommt Detective Little zu Besuch und sagt ihr, dass sie Alistair und Jane verhaftet haben, weil sie Ethan geholfen haben, Katies Mord zu vertuschen, und dass sie Katies Leiche gefunden haben. Little gibt zu, dass er Annas Selbstmordvideo gesehen hat, gibt ihr aber ihr Telefon zurück, damit sie es löschen kann, bevor sie es als Beweis zurückgeben muss. Er entschuldigt sich dafür, ihr nicht geglaubt zu haben. Neun Monate später verabschiedet sich Anna, nun nüchtern und gesund, von ihrem Haus, bevor sie auszieht und ihr Leben weiterführt, ohne nun Angst vor der Außenwelt zu haben.

## Produktion
Regie führte Joe Wright. Das auf A.J. Finns Thriller The Woman in the Window – Was hat sie wirklich gesehen? basierende Drehbuch schrieb Tracy Letts. 
Die Filmmusik schrieb nicht Dario Marianelli, Joe Wrights bevorzugter Filmkomponist, den Auftrag erhielten die beiden Oscar-Preisträger Trent Reznor und Atticus Ross, die den Score für die erste Fassung vollständig herstellten. Nachdem das Drehbuch auf Veranlassung des Produzenten Scott Rudin von Tony Gilroy überarbeitet worden war, trennte man sich, und Danny Elfman komponierte eine neue Filmmusik. Das Soundtrack-Album mit insgesamt 18 Musikstücken wurde von Elfman im November 2023 auf seiner Website veröffentlicht.
Für den Editor Valerio Bonelli war es nach Die dunkelste Stunde, der ihm eine Nominierung für den Satellite Award eingebracht hatte, die zweite Zusammenarbeit mit Wright.
Die Kostüme entwarf Albert Wolsky, ebenfalls Oscar-Preisträger, für ihn war es der erste Film mit Joe Wright als Regisseur.
Ursprünglich sollte der Film im Oktober 2019 veröffentlicht werden, wurde aber zurückgezogen, nachdem er von einem Testpublikum abgelehnt worden war, und der Produzent eine Überarbeitung des Drehbuchs verlangt hatte. Dann kam die Corona-Pandemie, und die Premiere in den USA wurde zunächst auf den 15. Mai 2020 verschoben, während der Film bereits am 14. Mai 2020 in die deutschen Kinos kommen sollte.
Dann verkauften ihn die 20th Century Studios (Walt Disney Company) an Netflix, und die Premiere fand schließlich am 14. Mai 2021 im Fernsehen statt.
In den USA erhielt der Film von der MPAA ein R-Rating, was einer Freigabe ab 17 Jahren entspricht.

## Rezeption
Die Rezeption des Films durch die professionelle Filmkritik und durch das Publikum fielen insofern unterschiedlich aus, als die Kritiker mehrheitlich zu dem Schluss kamen, der Film habe seine selbst gesteckten Ziele nicht erreicht, er andererseits Ende Mai 2021 zumindest die Spitze der globalen Netflix-Charts erreichte.
Marius Nobach vom Filmdienst schreibt, Regisseur Joe Wright und Drehbuchautor Tracy Letts hätten sich bei ihrer Adaption des Romans von A.J. Finn eine Extradosis Alfred Hitchcock einverleibt, und die Parallelen zu Das Fenster zum Hof seien offensichtlich. Auch das meist von oben gefilmte Treppenhaus könnte eins zu eins aus Psycho übernommen worden sein, und Ethan wirke wie ein Wiedergänger der jungen Soziopathen aus Cocktail für eine Leiche. Allerdings fehle es The Woman in the Window an eigener Inspiration, zumal der Kriminalplot keine Originalitätsansprüche befriedigt, so Nobach. Wright forciere deshalb die potenzielle Spannung mit Faktoren wie Schatten- und Lichtspielen, Unheil verheißendem Sound-Design und dem Haus als Kulisse, in der in jeder Ecke weitere Gefahr lauern kann. Die musikalischen Attacken von Danny Elfman bewegten sich dabei immer wieder am Rande des Übermaßes oder aber der Konventionalität. Als Thriller erfülle der Film auf diese Weise zwar solide sein Soll, könne aber nicht das Gefühl verdrängen, dass er im Kern eine interessantere Geschichte zu bieten hätte als die der hier begangenen und aufgedeckten Verbrechen.
Daniel Kortschulte von der Frankfurter Rundschau ist beeindruckt von der „faszierenden Filmmusik“ und des Lobes voll über Kameramann Bruno Delbonnel: „In einem behutsamen Zusammenspiel von Ausstattung und Licht taucht er die Innenräume in matte Buntstiftfarben, was wunderbar mit der Film-Noir-Ästhetik von expressionistischem Halbdunkel kontrastiert. Es ist schon ein seltenes Vergnügen: Während man einer Handlung folgt, die bis zu ihrem grotesken, unfreiwillig komischen Finale immer blödsinniger wird, bewundert man Bilder wie von Edward Hopper.“
Kate Erbland vom IndieWire, die schon A.J. Finns „Instant-Bestseller“ für ein schamloses Ripoff (Plagiat) von Rear window hält, ist der Meinung, Joe Wrights Film mit Amy Adams als Star lasse alles vermissen, was ihn interessant mache. Betrachte man die Entstehungsgeschichte des Films, so könne man glauben, er sei verhext. Es sei jedoch noch viel schlimmer: „Er ist langweilig“. Was die Protagonistin sympathisch oder glaubhaft mache, sei im Drehbuch herausgestrichen. Man könne nur vermuten, dass alles, was Spannung und Nervenkitzel betreffe, auf dem Boden des Schneideraums gelandet sei.
Alissa Wilkinson von Vox.com, fragt sich, was mit dem Film schiefgelaufen ist und betitelt ihren Beitrag mit „Netflix’s flashy, star-studded new drama is a big old dud“. Der pedigree des Films sei makellos, er warte mit einem vielversprechenden Plot auf, einem Reigen hervorragender Schauspieler, einem preisgekrönten Drehbuchautor und mit Danny Elfman als Komponist. Die Übertragung der Geschichte auf die Leinwand habe aber einfach nicht funktioniert. „Die Obsessionen sind nicht obsessiv genug, die Bedrohungen sind läppisch und die Geheimnisse sind alles andere als geheimnisvoll [...] Man kann das beste Team der Welt haben [...] und trotzdem einen Flop produzieren [...]“
Elizabeth Weitzman, Filmkritikerin des US-amerikanischen Online-Magazins The Wrap, zieht das Fazit: „Wrights Hingabe an sein Thema ist – auf gewisse Weise – lobenswert, aber seine beharrlichen Anstrengungen, eine Meisterikone zu beschwören anstatt sich auf seine bewährten Instinkte zu verlassen, fühlen sich letztlich an wie ein Akt der Selbstzerstörung.“

## Synchronisation
Die deutsche Synchronisation entstand nach einem Dialogbuch und der Dialogregie von Masen Abou-Dakn im Auftrag der Iyuno Media Germany GmbH, Berlin.
| Darsteller (Originalsprecher) | Synchronsprecher   | Rolle             |
| ----------------------------- | ------------------ | ----------------- |
| Amy Adams                     | Giuliana Jakobeit  | Anna Fox          |
| Anthony Mackie                | Stefan Günther     | Ed Fox            |
| Gary Oldman                   | Udo Schenk         | Alistair Russell  |
| Julianne Moore                | Petra Barthel      | Jane              |
| Fred Hechinger                | Patrick Baehr      | Ethan             |
| Wyatt Russell                 | Jaron Löwenberg    | David             |
| Brian Tyree Henry             | Bernd Egger        | Detective Little  |
| Jeanine Serralles             | Katharina Spiering | Detective Norelli |
| Tracy Letts                   | Erich Räuker       | Dr. Landy         |
| Jennifer Jason Leigh          | Alexandra Ludwig   | Jane #2           |
| Mariah Bozeman                | Clara Rüter        | Olivia            |
| (Ben Davis)                   | Steven Merting     | Steve             |